# Telaga Luhur
Telaga Luhur is een bestuurslaag in het regentschap Serang van de provincie Banten, Indonesië. Telaga Luhur telt 2883 inwoners (volkstelling 2010).